# Радослављево јеванђеље
Радослављево јеванђеље је рукопис Јеванђеља из 1429. године, који је урађен по захтеву српскога кнеза Радослава. Чува се у Руској народној библиотеци у Санкт Петербургу.
У старом српском рукописном наслеђу мало је споменика који својим остацима могу да сведоче о једној ери, вредности и лепоти кодекса и рукописа, као што је то случај са 12 сачуваних листова Радослављевог јеванђеља, чији се оригинал чува у рукописној збирци Руске националне библиотеке у Санкт Петербургу.
Ових 12 листова представља део монументалног рукописног четворојеванђеља насталог у Србији крајем треће деценије 15. века, као и сведочанство о вредности и лепоти целог кодекса. На њима се налазе ауторски портрети јеванђелиста, почетак Јовановог јеванђеља и обиман запис преписивача који, осим књижевне и документарне вредности, пружа и извесне податке о настанку саме књиге.
Рукопис је у стручној литератури био познат под разним називима: Радослављево јеванђеље - по сликару, Лењинградско српско јеванђеље - по месту где се чува, Јеванђеље духовника Висариона - по наручиоцу, Четворојеванђеље Инока из Далше - по писару.
На основу овог средњовековног рукописа Радосављевог јеванђеља (чуваног у Русији до Октобарске револуције), Драгорад Драгичевић, књижевник и новинар је 2014. године написао роман "Инок и деспот“ који обрађује тему преписивања и превођења књига, коју је био предузео српски деспот Стефан Лазаревић у првој четвртини XV века.
- Минијатура "Свети Лука"
- Детаљ минијатуре "Свети Јован"
- Страна из Јеванђеља
- Иницијал из текста